# Шевельов Іван Григорович
Шевельов Іван Григорович (1904–1998) — радянський діяч держбезпеки, генерал-лейтенант (1945), начальник Головного управління Спеціальної служби при ЦК ВКП(б).

## Біографія
Народився в 1904 році в селі Алєксєєвка, Вологодської губернії. З 1919 року працював на господарських і адміністративних посадах. З 1925 року служив у Військах Головного управління прикордонних військ ОГПУ при РНК СРСР. З 1930 року уповноважений ряду відділів ОГПУ при РНК СРСР. Член ВКП(б) з 1932 року.
З 1938 року начальник відділення 3-го відділу, з 1940 року заступник начальника 2-го відділу ГУГБ НКВД СРСР. У 1940 — капітан держбезпеки. З 1941 року був заступником начальника Третього управління НКГБ СРСР і начальником 5-го Спецвідділу НКВД СРСР. З 1942 року призначений начальником П'ятого управління НКВД СРСР, з 1943 року НКГБ СРСР.
З 1946 року призначений начальником Шостого управління МДБ СРСР. З 1949 року призначений начальником Головного управління Спеціальної служби при ЦК ВКП(б). З 1953 року призначений начальником 5-го Відділу Першого Головного управління МВС СРСР. З 1954 року звільнений в запас по хворобі.
Помер в Москві 19 січня 1998 року.

## Звання
- лейтенант ГБ 05.12.35;
- ст. лейтенант ГБ 05.11.37;
- капітан ГБ 01.02.40;
- майор ГБ 04.06.41;
- ст. майор ГБ 15.11.42;
- комісар ГБ 14.02.43;
- комісар ГБ 3 рангу 02.07.45;
- генерал-лейтенант 09.07.45.